# بافلوفسك بوساد
بافلوفسك بوساد (بالروسية: Павловский Посад) هي إحدى مدن روسيا في الكيان الفدرالي الروسي موسكو أوبلاست وعاصمة بافلوفسك بوساد رايون.

## أعلام
- فاليري بيكوفسكي
- أوليغ سميرنوف
- اليكسي ميدفيديف